# Афанасьев, Вахур
Ва́хур Афана́сьев (эст. Vahur Afanasjev, фамилия по документам — Ла́аноя (эст. Laanoja); 24 августа 1979, Тарту, Эстонская ССР, СССР — 10 мая 2021) — эстонский писатель
, поэт, режиссёр и музыкант, гитарист. Лауреат Премии Балтийской ассамблеи в области литературы (2021).

## Биография

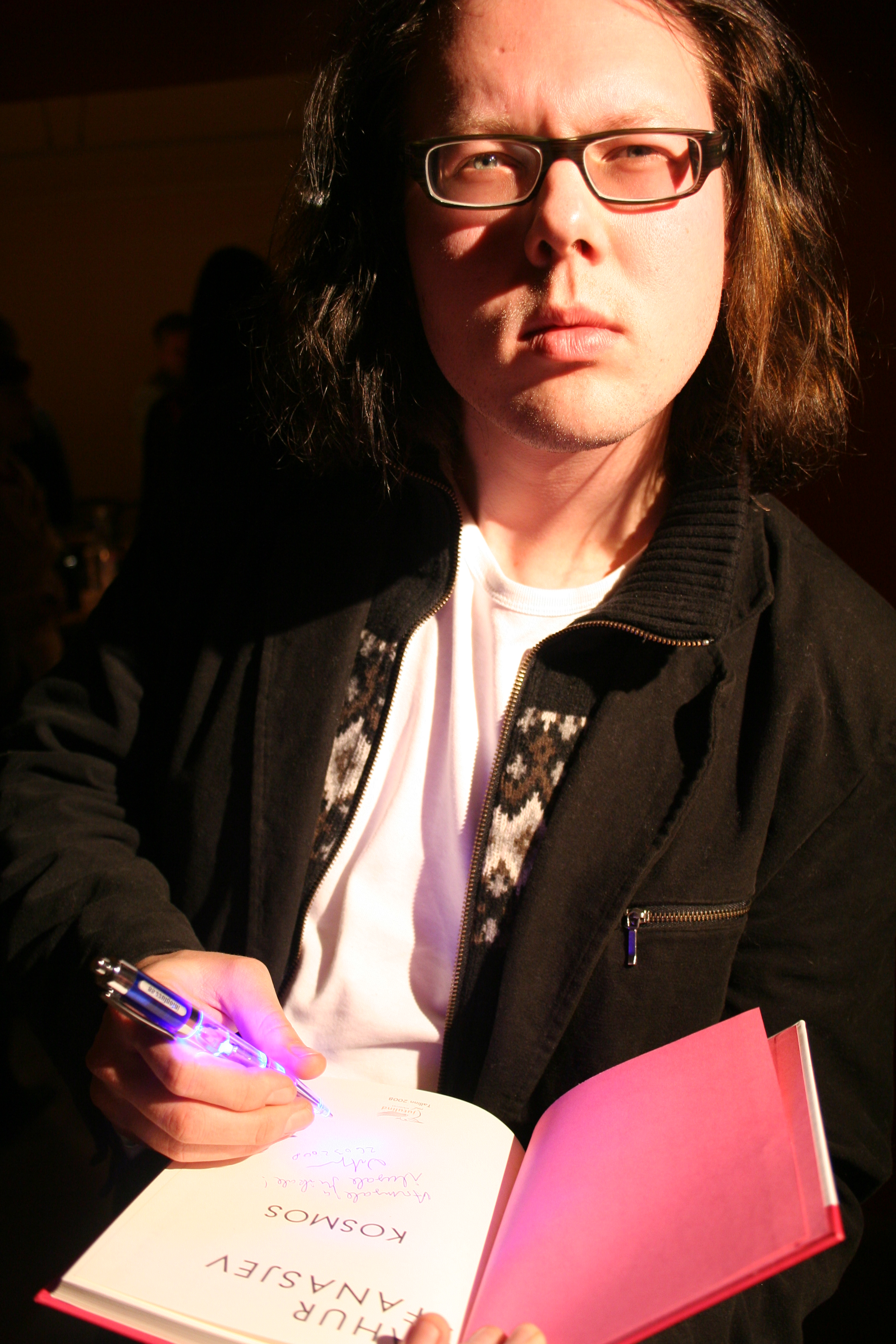
Вахур Афанасьев в 2008 году

Вахур Афанасьев родился 24 августа 1979 год в Тарту. Ходил в школы № 10 и № 12. Затем учился в Тартуском университете, который окончил в 2002 году по специальности экономическая политика. С 1998 года является членом литературного объединения «Лига молодых авторов» (Noorte Autorite Koondis; NAK), а с 2006 года — Союза писателей Эстонии.
Работал журналистом, медиа аналитиком, копирайтером, креативным директором и PR-менеджером.
С 2005 по 2010 год проживал в Бельгии, в городе Брюсселе, где работал еврочиновником.
В 2019 году получил титул «Почётного жителя волости Пейпсиээре». В том же году получил стипендию «Тартуский городской писатель».
Злоупотреблял алкоголем, с чем, возможно, связана его ранняя смерть.

## Карьера писателя
Свою карьеру писателя Афанасьев начал с написания стихов в 1995 году. В 1997—1998 годах он издал три сборника стихов, которые выложил в интернет. Стихи в печатном виде были опубликованы в литературном журнале «Vikerkaar» в 1998 году. Его первая книга Kandiline maailm была опубликована в 2000 году. Названия ряда его последующих публикаций начинались с тех же букв Ka: сборник рассказов Kanepi kirik (2002), сборник стихов Kaantega viin (2004), роман Kastraat Ontariost (2005), книги Katedraal Emajões (2006) и Kaadrid otsustavad (2007). Работы Афанасьева также были опубликованы в нескольких коллективных сборниках и переведены на финский, русский, румынский, голландский и венгерский языки.
В 2006 году его книга Katedraal Emajões была номинирована на поэтическую премию эстонского фонда «Kultuurkapital» («Капитал культуры»). В 2011 году его книга «Minu Brüssel» («Мой Брюссель») была признана журналом «Go Reisiajakiri» лучшей книгой для путешественников. В 2015 году его сборник стихов «Tünsamäe tigu» получил поэтическую премию фонда «Капитал культуры».

## Музыкальная карьера
Помимо написания книг, Афанасьев также писал электронную музыку под именем tra_art, электро-гитарный рок, блюз и кантри под именем Kurluk Ulica и экспериментальный нойз-поп под именем Kannibal Elektor.
Диск tra_art был издан вместе с книгой «Kanepi kirik» в 2002 году. Две из его композиций были на диске с поющими писателями.
Он также писал тексты к песням Orelipoiss, Skriimsilm и Päris Anny.

## Карьера режиссёра
Афанасьев снимал экспериментальные короткометражные фильмы начиная с 2006 года. В июне 2008 года он презентовал свой автобиографический документальный фильм «Где заканчиваются мечты». Фильм также был официально представлен на фестивале «Eclectica». В апреле 2009 года он закончил съёмки документального фильма под названием «Rong Way», который рассказывает о сложностях путешествий на поезде из Эстонии в Европу.

## Сочинения

### Стихи
- Kandiline maailm, 2000
- Kaantega viin, 2004
- Katedraal Emajões, 2006
- Eesti vaarao, 2013
- Kuidas peab elama, 2014
- Tünsamäe tigu, 2015

### Романы
- Kastraat Ontariost, 2005
- Kaadrid otsustavad, 2007
- Kosmos, 2008
- Kanepi kirik, 2002
- Minu Brüssel, 2011